# Fast Food Rockers
I Fast Food Rockers sono stati un gruppo musicale britannico di novelty bubblegum pop attivo tra il 2003 e il 2004.

## Storia
I membri della band, ovvero Lucy Meggitt, Martin Rycroft e Ria Scott, si conobbero nell'estate del 2003 durante una convention sui fast food a Folkestone.
Il loro singolo di debutto Fast Food Song (2003), prima uscita dell'etichetta indipendente Better the Devil, venne prodotto da Mike Stock, Steve Crosby e Sandy Rass, e si tratta di una cover di un brano dell'olandese Eric Dikeb intitolato Pizzahaha, tratto a sua volta dalla filastrocca marocchina A ram sam sam. Nonostante sia stato oggetto di alcune polemiche (i detrattori ritengono che le liriche, nelle quali vengono menzionati vari marchi di fast food, denoterebbero una qualche forma di decadenza culturale) Fast Food Song divenne il loro maggiore successo commerciale: riuscì infatti a raggiungere la seconda posizione delle Official Singles Chart, e la prima di quelle scozzesi, piazzandosi oltretutto nella Top 40 di fine anno.
Anche il loro secondo singolo Say Cheese (Smile Please) (2003) ottenne buoni piazzamenti, raggiungendo la decima posizione della classifica britannica e scozzese.
Stando a delle voci di corridoio, i membri della band non cantavano nei propri dischi. Tuttavia, in un'intervista rilasciata su Newsround, Meggitt smentì tale affermazione dichiarando che tutti i Fast Food Rockers erano attivi nel mondo delle arti e dello spettacolo da tempo.
Dopo la pubblicazione della canzone natalizia I Love Christmas (2003), giunta soltanto al venticinquesimo posto delle chart, e l'album It's Never Easy Being Cheesy (2003), che non entrò nelle casistiche di vendita, i Fast Food Rockers si sciolsero il marzo del 2004, meno di un anno dopo la loro fondazione, dopo essere stati respinti dalla loro etichetta discografica.
Dopo lo scioglimento, i membri della band tagliarono i ponti con la musica. Nel 2006 Rycroft lasciò il suo lavoro di barista per prendere parte allo spettacolo televisivo Boys Will Be Girls, trasmesso su Channel 4/E4.

## Formazione
- Lucy Meggitt
- Martin Rycroft
- Ria Scott

## Discografia

### Album in studio
- 2003 – It's Never Easy Being Cheesy

### Singoli
- 2003 – Fast Food Song
- 2003 – Say Cheese (Smile Please)
- 2003 – I Love Christmas